# Ba (Shaanxi)
Pour les articles homonymes, voir BA.
La rivière Ba (灞水) est une rivière du Shaanxi, en Chine, qui arrose notamment Lantian, avant de se jeter dans la rivière Wei, donc un sous affluent du fleuve Jaune.